# Echium creticum
Echium creticum — вид рослин родини шорстколисті (Boraginaceae).

## Опис
Одно- або дворічна трав'яниста рослина, висотою 25–90 см. Прості або рідко розгалужені стебла з рясні короткими волосками. Прикореневі листки довгасті, 6–18 см. Суцвіття колосоподібне. Віночок 15–35(40) мм, з довгими волосками, колір червонувато-фіолетовий або голубувато-фіолетовий або рожево-малиновий спочатку, а потім синій. Горішки 2.5–3 × 2–3 мм, горбкуваті, сірі. Період цвітіння триває з лютого по липень.

## Поширення
Північна Африка: Алжир; [пн.] Марокко; Туніс. Південна Європа: Італія — Сардинія; Франція [пд. і Корсика]; Португалія [пд.]; Гібралтар; Іспанія [вкл. Балеарські острови]. Також культивується. Населяє узбіччя, пар, узбережжя, канави; 0–1000 м.

## Галерея

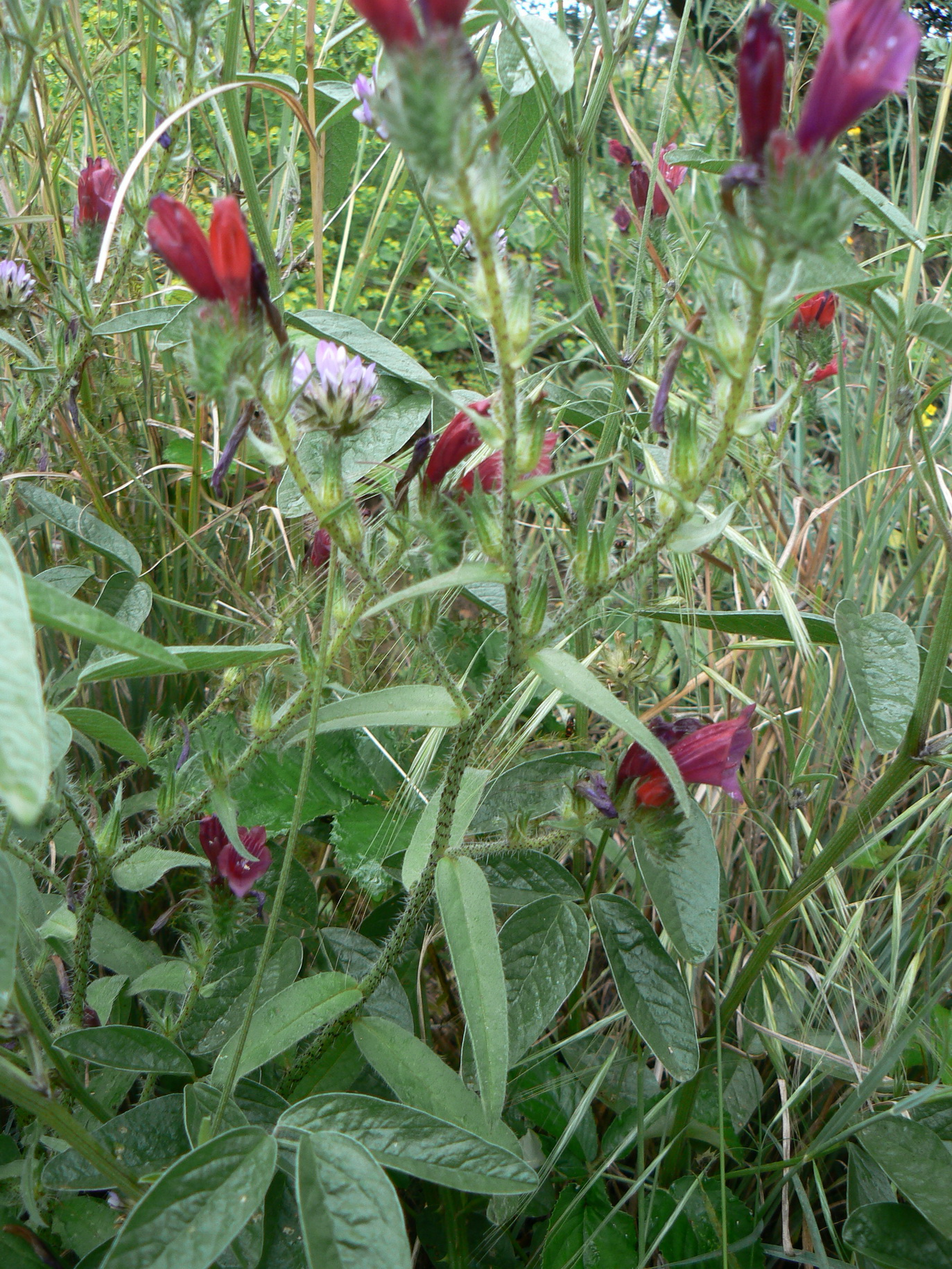
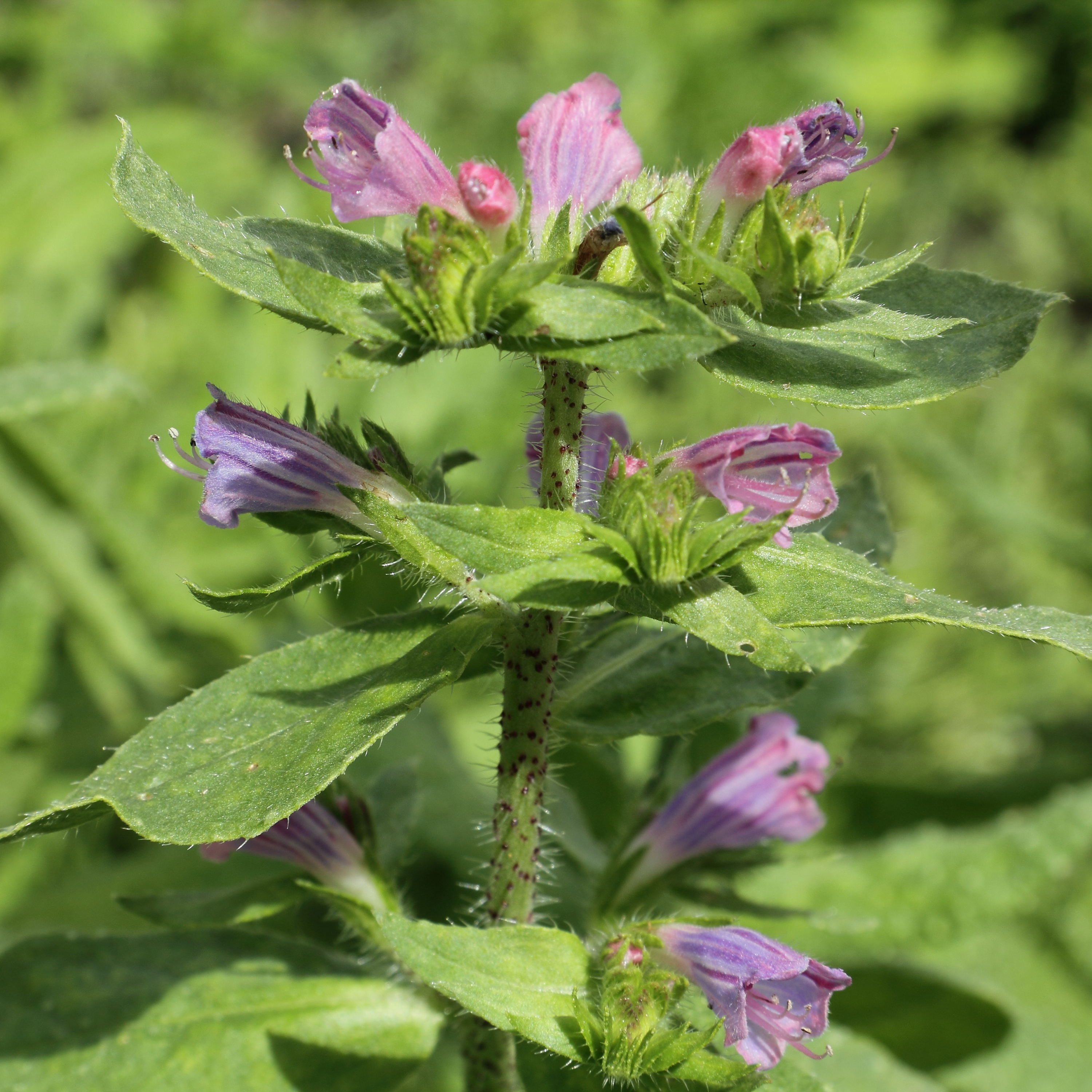
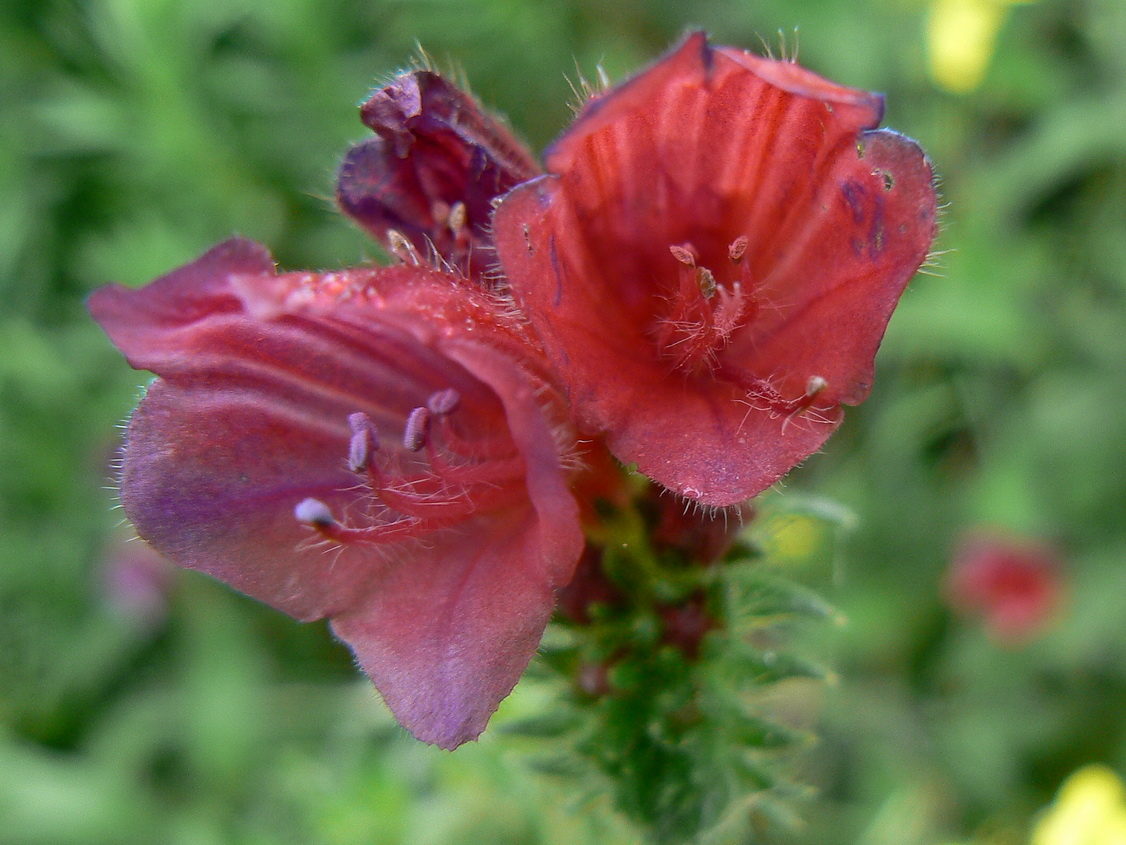